# Plaine de l'Ararat
 (janvier 2017).
Si vous disposez d'ouvrages ou d'articles de référence ou si vous connaissez des sites web de qualité traitant du thème abordé ici, merci de compléter l'article en donnant les références utiles à sa vérifiabilité et en les liant à la section « Notes et références ».

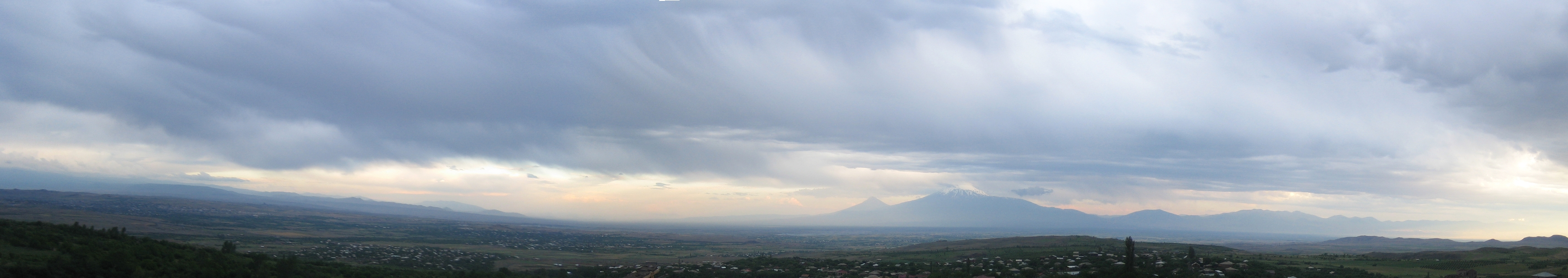
Panorama de la plaine de l'Ararat vue d'Aghdsk, Arménie.

La plaine de l'Ararat, située au sud-est de l'Arménie, déborde au-delà de la frontière turque. C'est le véritable centre économique et démographique de l'Arménie, abritant en particulier sa capitale politique, Erevan et sa capitale religieuse Etchmiadzin.

## Description
Drainée par la partie amont de la rivière Araxe, et ses affluents, la plaine de l'Ararat, au pied du mont Ararat, est coupée en deux par la frontière séparant la Turquie de l'Arménie.
Cette frontière est infranchissable tout au long du XXe siècle, puisqu'elle a longtemps coïncidé avec un tronçon du rideau de fer séparant l'Union soviétique de la Turquie, membre de l'OTAN. Cette frontière a donc été un front avancé de la guerre froide. Elle est toujours fermée aujourd'hui à cause de la guerre du Haut-Karabagh où la Turquie a pris position en faveur de l'Azerbaïdjan et à cause du refus de la Turquie de reconnaître le génocide arménien. La frontière est matérialisée par un no man's land grillagé et une zone neutre côté arménien, sous contrôle russe (l'armée russe conserve le rôle de garde-frontière) où seuls les riverains peuvent pénétrer.
Cette plaine est mise en valeur sur le plan agricole (irrigation), et sa partie arménienne constitue le pôle attractif du pays, surtout autour de la capitale Erevan.